# Slayers
Ne doit pas être confondu avec Slayers Online.
Slayers (スレイヤーズ, Sureiyāzu) est une série d'heroic fantasy créée par Hajime Kanzaka. Initialement une série de romans illustrés, elle a été adaptée en manga dessiné par Rui Araizumi, Shoko Yoshinaka et Tomii Ohtsuka, et en anime comportant 3 saisons de 26 épisodes, deux de 13 épisodes, 2 séries de 3 OAVs et 5 films. En France, la saison 4 intitulée Slayers Revolution a été éditée par Black Box.
L'histoire tourne autour des aventures de Lina Inverse, sorcière surpuissante et spécialiste de magie noire, qui parcourt le monde pour acquérir des trésors et de l'expérience. Autour d'elle se construit un groupe d'amis qui fera face à des périls mettant en danger le monde entier.
L'aventure, l'action et l'humour tiennent une place très importante dans la série.

## Personnages principaux

### Lina Inverse
Puissante magicienne qui voyage à travers le monde pour acquérir de l'expérience, elle a un très mauvais caractère. Orgueilleuse, profiteuse, ayant un appétit monstrueux et une cupidité sans limite, elle est entourée d'une réputation de destructrice de toute forme de vie, dont même les dragons se détournent avec peur, néanmoins elle est très rusée et sait se montrer très agréable, notamment avec ses amis.
Elle est connue pour être capable d'utiliser le Dragon Slave, un sort très puissant de magie noire (plus exactement cette forme de magie utilise le pouvoir des "démons" appelés "mazoku" de l'univers de slayers) mais aussi le Giga Slave, le sort le plus puissant de la magie noire, tellement puissant qu'elle peut en perdre le contrôle, ce qui potentiellement détruirait le monde.
Elle a 15 ans au début de la première saison du dessin animé et 14 lors des OAV avec Naga son âge évolue à chaque saison. Son corps n'est pas très développé pour son âge et Lina est particulièrement susceptible à ce sujet.
- voix française : Véronique Uzureau
- voix japonaise : Megumi Hayashibara

### Gourry Gabriev
Guerrier expert à l'épée, Gourry est un jeune homme voyageant dans le monde pour faire sa vie. Toujours aimable, il vient au secours de personnes en danger. Il se met en tête de défendre Lina et devient son garde du corps. Son talent à l'épée est sans égal.
Il ne brille pas particulièrement par son intelligence, et ne comprend jamais rien de ce qui se passe autour de lui, ce qui oblige régulièrement Lina à lui expliquer les tenants et aboutissants des monstres qu'ils combattent. Cependant il fait parfois preuve d'éclairs de génie qui surprennent ses amis mais finissent généralement mal.
Il est le porteur de la légendaire Épée aussi appelée Gorun Nova (ou l'épée de lumière) l'une des 5 armes les plus puissantes (on le comprend dans Slayers Try) qui lui permet de vaincre même les démons (Mazoku dans la version originale, créatures invulnérables mis à part la magie.)
Dans le film Slayers Perfect apparaît son ancêtre qui se nomme Rody Gabriev. Merylune (une elfe) amoureuse de Rody dans ce film, n'est PAS l'ancêtre de Gourry, l'auteur ayant répété de nombreuses fois que celui-ci n'a aucun sang elfique.
- voix française : François Creton
- voix japonaise : Yasunori Matsumoto

### Amelia will Tesla Selone
Amelia est une jeune fille obsédée par l'idée de combattre le mal et de faire de bonnes actions pour faire régner la justice. Bien qu'elle soit souvent peu efficace, elle assomme régulièrement ses compagnons de discours sur la justice et le bien. Amelia est la seconde fille du prince Phillionnel de Selone (donc princesse de Selone), elle maîtrise la branche spirituelle de la  magie chamanique et connaît certains sorts chamaniques.
- voix française : Léa Gabrielle
- voix japonaise : Masami Suzuki

### Zelgadis Graywords
Guerrier et magicien à la fois, il a une grande vitesse, force, résistance et pouvoir magique, ce qui le rend très efficace durant les combats. Une partie de sa puissance vient de sa transformation en chimère, mélange entre un golem de pierre, un humain et un  (démon), au détriment de son apparence (notez qu'il est en partie démon et non mazoku, il y a une différence.)
Son objectif majeur est de récupérer son corps d'origine, et il voue une haine farouche à l'égard de Rézo, son ancêtre, qui l'a transformé.
Il est très puissant en magie shamanique.
- voix française : Pierre François Pistorio
- voix japonaise : Hikaru Midorikawa

### Naga le serpent blanc
Principale rivale (auto proclamée) de Lina, Naga est une puissante sorcière aussi cupide que Lina. Elle est cependant très souvent battue par cette dernière.
Ses traits caractéristiques sont son rire strident, destiné principalement à mépriser le reste de l'humanité et qu'il est impossible d'oublier quand on l'a entendu, et son corps très développé, ce qui fait rager Lina.
Elle est habillée de façon très provocante, et n'hésite pas à parler d'égal à égal avec les rois et princes.
Naga voyage avec Lina par amitié, mais en utilisant le prétexte qu'elle ne veut pas que Lina fasse des profits en son absence.
Son vrai nom est Gracia Ul Naga Selone, ce qui fait d'elle la fille de Phillionnel de Selone et la grande sœur d'Amelia.
Elle n'apparaît que dans les OAVs et dans les films, et non dans les quatre séries de dessins animés ou les romans. (En fait, elle est issue de la série spin off "Slayers Special". Note: On peut reconnaitre son rire strident.) Dans la cinquième saison, elle ou l'un de ses clones est présente en tant qu'Amure vivante. D'ailleurs Lina reconnaît la voix de cette dernière sans en être certaine.
- voix japonaise : Maria Kawamura

### Xellos (Zeloss)
Il apparaît dans Slayers Next, puis dans Slayers Try, Slayers Revolution, Slayers Evolution-R et le film Slayers Premium (dernier film datant de 2001). Il se présente d'abord comme un prêtre mystérieux venu aider Lina dans sa quête ; mais sous des dehors sympathiques, il cultive soigneusement le mystère sur lui-même et ses véritables intentions (sa réponse favorite lorsqu'on l'interroge est "sore wa himitsu desu", "c'est un secret").
On découvrira finalement qu'il est un "mazoku", et des plus puissants ; c'est donc théoriquement un ennemi des héros, mais il les aide régulièrement pour mieux les manipuler.
Dans le roman, il est au service du Greater Beast Zellas Metallium. Il a été créé à la fois en tant que son prêtre. Il se présente lui-même comme "Xellos le prêtre" dans le roman 6. Initialement détaché auprès de Phibrizo, il a pour mission d'escorter Lina jusqu'à la Clare Bible, la protégeant de divers périls car Garv a trahi les autres mazoku et tente de tuer Lina. Dans les romans, il reviendra également à la fin du combat avec Phibrizzo dans le roman 8 pour essayer de comprendre ce qui a bien pu se passer alors que dans l'anime Slayers Next, c'est lui qui explique ce qu'il se passe à Gourry, Zelgadis et Amélia. Enfin, à la fin du deuxième arc des romans de la série principale n'a jamais été adapté (roman 15), l'une des pièces nouvellement éveillée de Shabrani Gudu demande à Xellos d'emmener jusqu'à lui Lina et Gourry. Il sert alors une nouvelle fois de guide.
- voix française : Taric Mehani
- voix japonaise : Ishida Akira

## Les contextes
Il existe deux contextes dans l'univers Slayers :
- celui de la série : on retrouve Lina Inverse avec Gourry, Amelia et Zelgadis. Le film Slayers Premium (le 5e film) est aussi une aventure avec ces personnages (malgré un clin d'œil sous la forme d'une apparition succincte de Naga) ;
- celui des OAVs, des séries des Specials et des Smash : on retrouve Lina Inverse avec Naga seulement. C'est aussi le contexte des 4 premiers films. Les histoires associées se déroulent chronologiquement avant la série. Il est à noter que dans la première histoire de Slayers Special, Lina rencontre Philionel, le père d'Amélia et de Naga. Étant donné que chronologiquement, cette séries se passe avant la série principale, Philionel est le premier compagnon de Lina. C'est d'ailleurs la raison pour laquelle il la reconnaît dans le roman 4.

Une partie de l'univers de Slayers se retrouve dans Lost Universe, du même auteur. Ce serait un des quatre mondes créés par le Seigneur des Cauchemars. Celui-ci a des dieux (shinzoku) et des démons (mazoku) différents de l'univers Slayers. Toutefois, Hajime Kanzaka, lors de l'un des entretiens qu'il a donnés au Dragon Magazine (le magazine de publication des Slayers), a balayé cette théorie et dit qu'il a juste repris les noms car il les trouvait bien.

## La magie dans Slayers
La magie dans Slayers se subdivise en quatre catégories dont trois sont bien connues dans la série :
- la magie chamanique, qui tire sa puissance des cinq éléments de base : le feu, l'eau, la terre l'air ainsi que l'âme. Sert principalement de puissance de frappe avec quelques usages défensifs ou d'assistance. Zelgadis en est un utilisateur puissant. (on remarquera que la quasi-totalité des sorts de soin utilisés dans le monde sont des sorts chamaniques liés à l'âme)
- la magie noire, qui tire sa puissance de différents mazoku du monde de Slayers. Tout comme sa source, les sorts de cette catégorie sont surtout offensifs ou cruels. Lina est une magicienne spécialisée dans ces sorts. Le Démon dont la force est utilisée doit être obligatoirement vivant pour utiliser le sort, étant donné que le Garv Flare repose sur la puissance de Garv, qui sera éliminé (et utilisé sans succès par la suite). Concernant Drag Slave reposant sur Shabranigoudou, l'usage de celui-ci ne permet ni de confirmer ni de contredire la théorie, car même si sera utilisé après la saison 1, nous savons que le Shabrani Godou vaincu n'est qu'1/7e du démon. De plus, il semblerait y avoir une distinction entre la magie qu'utilise les démons, qui peut différer de celles utilisables par les sorciers n'ayant pas passé de pacte.
- la magie dite divine, utilisée seulement par quelques rares initiés tels les Ryuzoku et Luna Inverse, la sœur de Lina. Ses usages sont très divers et vont de l'attaque à la guérison. Elle tire sa force de Cepheid, dieu bienveillant, et des 5 grands dragons élémentaires. La magie divine serait la véritable contrepartie de la magie noire de par sa source.
- la magie du chaos, qui tire sa puissance du Lord of Nightmare, l'entité la plus puissante de l'univers de Slayers. Les deux sorts connus de la magie du chaos sont le Giga Slave et le Laguna Blade. Seule Lina sait utiliser ces sorts, mais plusieurs personnes connaissent son existence.

Dans les romans, il est mentionné que les incantations utilisent un langage spécifique, que le commun des mortels ne comprend pas.
Les incantations comportent une formule et se concluent par leur nom, qui « déclenche » effectivement le sort. Ceci permet au magicien invoquant le sort de le préparer et de ne le lancer que plus tard, pourvu qu'il garde sa concentration.
Dans les romans, seules sont données les formules complètes des sorts suivants : Drag Slave, Giga Slave, Laguna Blade, et la formule de renforcement de puissance.
À noter que les formules sont en rythme de cinq ou sept syllabes, rappelant les haïkus. Par ailleurs, dans les romans, certains mots ont une transcription (furigana) correspondant à celle d'un autre mot, donnant une nuance à l'incantation.

### La formule de renforcement
Lina utilise cette formule pour renforcer des incantations depuis Slayers Next. Intimement lié aux talismans que possédait Xellos avant qu'il ne le vende (plus ou moins de bon gré) à la sorcière, il s'agit d'un sort faisant appel à la force des quatre démons majeurs des quatre mondes pour amplifier le sort qui sera invoqué juste après.

#### Incantation
Aux divinités,

sœur des ténèbres,

aux quatre sphères,

donnez-moi votre puissance.

### Drag Slave (Dragon Slave / Dragon Slayer / Drag Slayer; 竜破斬)
Cette incantation dévastatrice est l'une des deux plus puissantes de Lina. Elle est capable de détruire une ville entière (running gag présent à chaque saison de la série TV, une ville est toujours détruite au Drag Slave à la fin de chaque premier épisode)
Elle tire son pouvoir de Shabranigdu et est la technique la plus souvent utilisée par Lina, avec Fireball (mais est beaucoup plus puissante), en général pour achever l'ennemi.
Incantation :
黄昏よりも暗きもの

血の流れより紅きもの

時の流れに埋もれし

偉大なる汝の名に於いて

我ここに　闇に誓わん

我らが前に立ち塞がりし

全ての愚かなるものに

我と汝が力もて

等しく滅びを与えんことを！

ドラグスレイーブ 
Transcription :
tasogare yori mo kuraki mono

chi no nagare yori akaki mono

toki no nagare ni uzumore shi

idai na nanji no na ni oite

ware, koko ni yami ni chikawan

warera ga mae ni tachi fusagari shi

subete no oroka naru mono ni

ware to nanji ga chikara mote

hitoshiku horobi wo ataen koto wo!

DORAGUN SUREEEEIBU

Incantation en français :
Plus sombre que les ténèbres

Plus rouge que le sang

scellé dans le temps.

De par ton nom

Je jure devant les ténèbres

De réduire à néant

les forces du mal

Qui s'élèveront devant nous.

DRAG SLAAAAVE

Dans Slayers Next
Plus sombre que les ténèbres

Plus rouge que le flot du sang

Scellé dans la fuite du temps

De par votre nom

Je jure devant les ténèbres

De réduire à néant

Toutes les forces du mal

Qui s'élèvent devant nous

en unissant votre force à la mienne

DRAG SLAAAAVE

### Giga Slave (重破斬)
L'incantation la plus puissante de l'univers de Slayers. Tire son pouvoir de l'être suprême connu sous le nom de Lord of Nightmare (le Seigneur des Cauchemars). Ce sort a un potentiel plus grand que celui du Dragon Slave qui tire sa puissance de Ruby Eyes - Shabranigdu. Ce sort utilise plus de force magique que tout autre sort.
La Claire Bible montrera à Lina un passé possible dans lequel son Giga Slave détruisit le monde, car elle ne pouvait contrôler sa puissance.

#### La source: Lord of Nightmare
Le Lord of Nightmare aurait créé l'univers de Slayers ainsi que les Dieux, les Mazokus (Démons), les Ryuuzokus (Dragons) et les Hommes. On ignore énormément de chose sur elle, car elle est la source de toute création, et même le Dragon de Mer (Ragradia) qui a inscrit son savoir dans la Claire Bible ne pouvait répondre entièrement aux questions de Lina sur le sujet.
Quelques suppositions sont néanmoins à mettre en avant : l'apparence du Lord of Nightmare, tel qu'on l'imagine, sera celle d'une femme aux cheveux blonds lisses. On peut d'ailleurs l'entre-apercevoir dans le générique de Slayers Next, quelques secondes à peine. De même, on peut supposer qu'il s'agit de l'être le plus puissant de tout l'univers de l'œuvre.
Les mots qu'elle prononce à son sujet sont quelque peu mystérieux :
Mon pouvoir est mon esprit.

Mon esprit est mon pouvoir.

Totalement vidé de toute pensée parasite, mon esprit est pur pouvoir.

À noter qu'elle est de nature très capricieuse et imprévisible, comme le notera Xellos.

#### Romans
Lina a conçu ce sort elle-même, à partir d'éléments glanés dans différentes légendes. Elle le teste une seule fois sur un bord de mer : elle agrandit considérablement l'embouchure d'un fleuve et, des années plus tard, il n'y a toujours pas la moindre trace de vie à cet endroit. Il s'agit cependant d'une version incomplète du sort, comme elle le comprendra plus tard.

#### Dessin animé
Avec la révélation du gardien de la copie de la Clare Bible, elle découvre que ce pouvoir pourrait anéantir non seulement le monde, mais aussi l'univers s'il échappait à son contrôle. Découvrant avec horreur une vision du passé alternatif, où elle affronte Shabranigdu, avec Gourry, Zelgadis et Amelia, qui n'est pas censée être là, tous trois agonisants et où elle perd le contrôle du sort et voit le monde être anéanti par sa faute, l'hésitation de l'utiliser devient alors plus grande.
En découvrant la Clare Bible original, elle demande qui est le "Seigneur des Ténèbres" qu'elle invoque pendant l'incantation du Giga Slave. Lina apprend alors qui est réellement le Lord of Nightmare, et c'est alors que la peur d'utiliser ce sort destructeur la prend. Elle garde cependant dans sa poche un autre sort tirant son pouvoir du Lord of Nightmare, le Ragna Blade, qui après cette révélation, verra son incantation complétée.
Plus tard, face à Fibrizzo qui menace de tuer Gourry et ses autres compagnons tenus entre ses mains, Lina décide sans hésiter, pour sauver son auto-proclamé garde du corps, d'invoquer le sort complet, décidant que peu lui importaient les machinations de Fibrizzo ou le monde lui-même, car elle ne voulait pas rester là à voir Gourry mourir sans rien faire.
Concentrant toute son énergie et sa volonté, elle tente de contrôler le Giga Slave, mais Fibrizzo s'interpose pour qu'elle ne le garde pas. Mais alors que le démon s'esclaffe en croyant avoir réussi à provoquer la destruction du monde, l'incroyable se passe : la puissance incontrôlée prend possession de Lina qui brille d'une lumière dorée. Face à cela, Fibrizzo panique et demande à Lina qui elle est. Sa réponse fut :
Je suis le Seigneur des Ténèbres, qui brille d'or au-dessus des mers du chaos.

Plus profond que les ténèbres

Plus noir encore que la nuit

Je suis le maître du chaos, la source même du chaos.

C'est ainsi que vous me désignez... je suis le Lord of Nightmare.

La puissance du Seigneur des Ténèbres dépasse l'entendement : Fibrizzo, un des plus puissants démons après Ruby Eyes, se fait balayer simplement par la volonté de son créateur. Il tente de détruire le corps de Lina pour libérer sa « mère », mais ne réussit qu'à énerver le Lord of Nightmares qui le détruit en quelques secondes et, apparemment, sans efforts.
Après la mort de Fibrizzo, les amis de Lina sont libérés de son emprise et découvrent Lina possédée par le Lord of Nightmare. Xellos, qui a vu la scène de loin, leur explique que l'esprit de Lina, durant ce temps, a fusionné avec celui du Lord of Nightmares.
Le Lord of Nightmare ajoutera que Lina avait décidé de sacrifier sa propre vie pour sauver celle de Gourry (elle ne précise pas pour les autres), quitte à sacrifier même l'univers, comme le souhaitait Fibrizzo. Totalement libérée de toute autre pensée "parasite", la volonté et le désir de Lina étaient si puissants et purs, que le Seigneur des Ténèbres a décidé d'investir son corps pour accomplir ses dernières volontés.
Le pouvoir du chaos consumant son corps et Lina n'ayant donc plus aucune chance de survie, le Lord of Nightmare décide de l'emporter là où ça ne perturberait pas l'univers. Mais Gourry qui n'aura, cette fois encore, rien compris mis à part le fait que Lina lui est enlevée et ne reviendra jamais, ne l'entends pas de cette oreille et décidera de suivre le Lord of Nightmare et de récupérer Lina. Face à cette volonté tout aussi pure que celle dont a fait preuve Lina, il rendra la sorcière à son garde du corps et, après un instant de romantisme (que tous les fans attendaient avec impatience, bien sûr), Lina et Gourry seront à nouveau téléportés dans leur monde.
Cependant, aussi bien Gourry que Lina ne garderont aucun souvenir des événements ayant lieu dans le plan du Lord of Nightmare. De même, la sorcière ne se souviendra pas de ce qui s'est passé après avoir perdu le contrôle du sort.

#### Incantation
闇よりもなお昏きもの

夜よりもなお深きもの

混沌の海よ　たゆたいし存在　金色なりし闇の王

我ここに　汝に願う

我ここに　汝に誓う

我が前に立ち塞がりし

すべての愚かなるものに

我と汝が力もて

等しく滅びを与えんことを！ 

Transcription :
Yami yori mo nao kuraki mono

Yoru yori mo nao fukaki mono

Konton no umi yo tayutai shi mono konjiki narishi yami no ô

Ware kokoni nanji ni negau

Ware kokoni nanji ni chikau

Waga mae ni tachi fusagarishi

Subete no oroka naru mono ni

Ware to nanji ga chikara mote

Hitoshiku horobi wo ataen koto wo !

GIGA SUREIIIIIIBU !!!!!!!!!!!

Traduction
Profond tel le crépuscule,

Plus sombre que la nuit,

Le Seigneur des Ténèbres règne sur le chaos des océans

Je vous implore,

Je vous en conjure,

Devant mes yeux

Se dresse un obstacle

Que nos pouvoirs

Peuvent vaincre ensemble !

Giga Slave !!!

### Laguna Blade (神滅斬)
Tout comme le Giga Slave, ce sort se base sur l'énergie du Seigneur des Cauchemars. Par contre, à la place d'une explosion d'énergie, le sort canalyse la puissance en une lame d'énergie capable de découper toute chose. L'utilisateur doit donc être capable de manier une épée.
Ce sort est une des deux formules les plus puissantes que Lina utilisera, avec le Giga Slave.
Les deux sorts ont une puissance équivalente, néanmoins Laguna Blade peut trancher les tissus dimensionnels, et les barrières de toutes sortes, contrairement à Dragon Slayer, et l'utiliser ne provoque pas de dommage collatéraux (comme la destruction d'une ville), mais consomme beaucoup plus d'énergie, et nécessite de prendre le risque d'être blessé, devant aller au corps à corps, et pouvant de fait être touché par l'ennemi.
Dans les romans, ce sort est un sort original créé par Lina à partir d'éléments disparates glanés dans des légendes sur le Lord of Nightmare, en même temps que le Giga Slave. Cependant elle ne réussira à l'utiliser vraiment qu'après avoir acheté à Xellos des talismans amplifiant la magie. Après avoir appris du Clare Bible l'origine de la puissance qu'elle utilise, Lina ajoute la première phrase, ce qui rend le sort complet et augmente son pouvoir destructeur de façon incroyable, au prix d'un épuisement de sa force magique bien plus rapide.
Dans le dessin animé, Lina découvre dans des copies du Clare Bible ce sort en version incomplète, et utilisera la version complète après sa rencontre avec la véritable Clare Bible.
Incantation :
悪夢の王の一片よ

世界のいましめ解き放たれし

凍れる黒き虚無の刃よ

我が力　我が身となりて

共に滅びの道を歩まん

神々の魂すらも打ち砕き

ラグナブレード！

akumu no ō no hitokake yo

sora no imashime toki hanatareshi

kōreru kuroki utsuro no yaiba yo

waga chikara waga mi to narite

tomo ni horobi no michi wo ayuman

kamigami no tamashii suramo uchikudaki

RAGUNA BUREEDO!

fragment du seigneur des cauchemars

reviens du royaume des cieux

et entre dans mon esprit

Unissons nos pouvoirs et nos corps

Ensemble marchons sur la voie de la destruction

et transperçons tout, même les âmes des Dieux !

LAGUNA BLADE !

## Adaptations animées

### Animé (séries TV)
Les trois premières saisons, de 26 épisodes chacune, ont été distribuées en France par Déclic Images et sont diffusés sur le câble et le satellite. Les deux dernières saisons font 13 épisodes chacune.
- Slayers (diffusée en français sur Mangas et NT1)
- Slayers Next (diffusée en français sur Mangas, AB1 et NT1)
- Slayers Try (diffusée en français sur Mangas, AB1)
- Slayers Revolution (diffusée par Black Box[1])
- Slayers Evolution R

Les deux premières saisons sont basées sur les romans, alors que la troisième est un scénario original.
Une nouvelle série nommée Slayers Revolution, composée de deux saisons, commencera sa diffusion le 2 juillet 2008,

#### Liste des épisodes de Slayers
Les titres originaux en japonais commencent par la lettre de l'alphabet correspondant au numéro.

### Critique
Cette saison a été critiquée en raison du clone de Rezo qui n'a pas reçu le châtiment qu'il méritait pendant la fin.

#### Liste des épisodes de Slayers Next
Les noms français des épisodes sont tirés de la chaine NT1.
Les titres en japonais des épisodes 1 à 25 forment un shiritori : le dernier son d'un titre est le premier son du titre suivant. Le titre de l'épisode 25 se termine par un son « n », ce qui rend impossible la poursuite du shiritori.

#### Liste des épisodes de Slayers Try
En japonais, les premiers et derniers sons des épisodes 1 à 24 forment un iroha.

#### Liste des épisodes de Slayers Revolution
Les titres originaux en japonais commencent par la lettre de l'alphabet correspondant comme la première saison. En France, la saison 4 intitulée "Slayers Revolution" a été diffusée par Black Box.

#### Liste des épisodes de Slayers Evolution R
Les titres originaux en japonais commencent par la lettre de l'alphabet correspondant comme la première saison (suite de "Revolution").

### OAVs
- Slayers Special (3 OAVs, les seuls introduits en France)
- Slayers Excellent (3 OAVs)

### Films
- Slayers Perfect (distribué en France par Déclic Images)
- Slayers Return (distribué en France par Déclic Images)
- Slayers Great (distribué en France par Déclic Images)
- Slayers Gorgeous
- Slayers Premium

## Jeux
Plusieurs jeux vidéo ont aussi été basé sur cette série :
- Slayers Wonderful (PlayStation)
- Slayers Royal 1 & 2 (PlayStation, Saturn)
- Slayers SFC (SNES)
- Slayers PC98 (PC98)

On peut également citer un jeu de cartes à collectionner Slayers Fight.

## Sources
- version japonaise de l'article
- version anglaise de l'article

## Autres références
- Dans le jeu vidéo DotA, le héros "Slayer" a pour nom Lina Inverse et possède notamment les sorts "Dragon Slave" et "Laguna Blade"[5].

1. 1 2 3  « (Streaming légal et gratuit) Slayers Revolution VOSTFR – Black Box », article de Mage sur Manga.tv le 13 janvier 2012. Page consultée le 16 février 2012.
2. ↑  Slayers volume 15, page 230.
3. ↑  StarChild:スレイヤーズREVOLUTION
4. ↑  “Slayers Revolution” - Official Series Title
5. ↑  (en) « Subdomain Takeover on playdota.com », sur playdota.com (consulté le 29 avril 2023).